# П'яндімелето
П'яндімелето (італ. Piandimeleto) — муніципалітет в Італії, у регіоні Марке,  провінція Пезаро і Урбіно.
П'яндімелето розташовані на відстані близько 210 км на північ від Рима, 90 км на захід від Анкони, 45 км на південний захід від Пезаро, 18 км на захід від Урбіно.
Населення — 2155 осіб (2014).
Щорічний фестиваль відбувається 3 лютого. Покровитель — святий Власій.

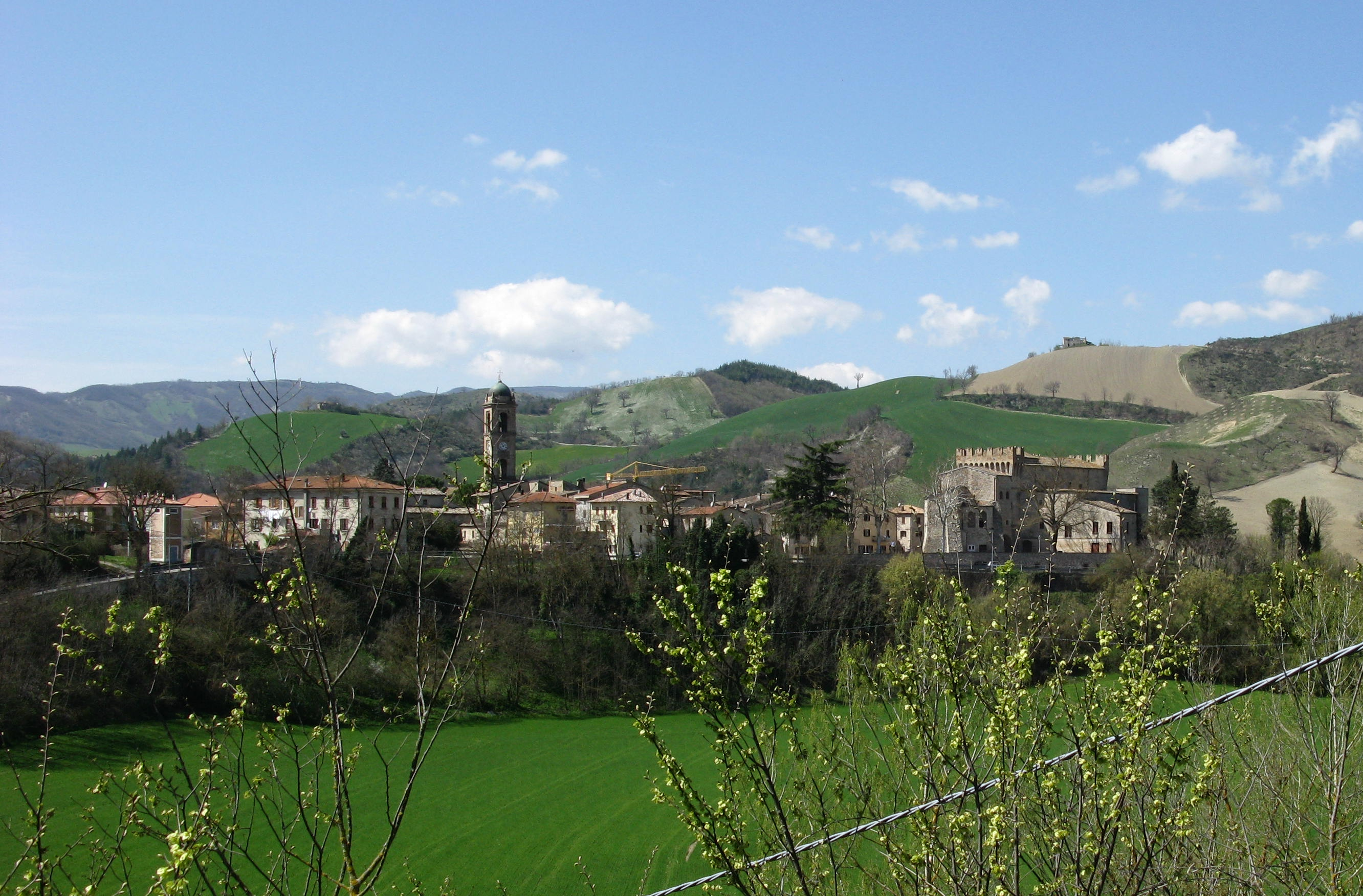
Piandimeleto

## Демографія
Населення за роками:

Станом на 1 січня 2023 року в муніципалітеті офіційно проживало 265 іноземців з 27 країн, серед них 55 громадян країн Євросоюзу та 5 громадян України.

## Сусідні муніципалітети
- Бельфорте-алл'Ізауро
- Карпенья
- Фронтіно
- Лунано
- Мачерата-Фельтрія
- П'єтраруббія
- Сант'Анджело-ін-Вадо
- Сассокорваро
- Сестіно
- Урбіно

## Відомі особистості
В поселенні народився:
- Адріано Бернардіні (* 1942) — італійський римо-католицький архієпископ.